# Girolamo Osorio
Girolamo Osório da Fonseca (Lisbona, 1506 – Tavira, 20 agosto 1580) è stato un vescovo cattolico, teologo e storico portoghese.

## Biografia

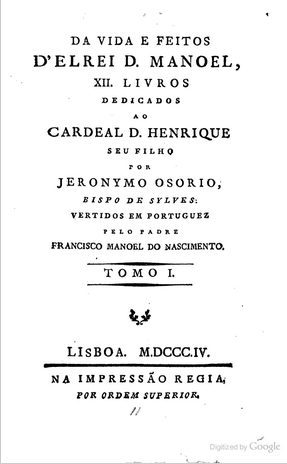

Girolamo (in lingua portoghese: Jerónimo) apparteneva ad un'antica famiglia spagnola che, per l'ostilità del re Ferdinando I di Castiglia era esiliata in Portogallo.
Dal matrimonio di Giovanni Osório da Fonseca e Francisca Gil Gouveia nacquero Girolamo e il fratello Bernardo che essendo ancora bambini non poterono recarsi con il padre, nominato generale Difensore civico, nell'India portoghese. Rimasero quindi a Lisbona dove vennero allevati dalla madre.
Girolamo studiò a Salamanca  e da qui all'età di 19 anni, con l'intento di studiare filosofia, si recò a Parigi, dove conobbe il gesuita Pierre Favre, ma poco dopo si trasferì a Bologna per approfondire la sua erudizione ecclesiastica studiando la Sacra Scrittura e l'ebraico.
Erudito umanista manteneva nel suo palazzo molti uomini dotti e amava leggere durante i pasti qualche libro su cui in seguito avviava una discussione con i commensali. Dotato di una naturale arte oratoria fu chiamato il "Cicerone portoghese". Acquistata fama presso la corte portoghese fu nominato segretario del principe erede Luigi, figlio di Manuele I re del Portogallo. In questi anni compose alcune opere teologiche De nobilitate civili et christiana, (1542) e il De gloria, (1549). Nel III libro del De nobilitate... Osorio attaccò così duramente il pensiero politico di Machiavelli - rimproverandogli «avere insegnato che per la Cristiana Religione siasi spenta ogni grandezza d'animo, ed ogni civile e militare virtù» - che divenne noto come uno dei massimi esponenti dell'antimachiavellismo.
L'infante don Luigi gli affidò l'educazione di suo figlio e lo stesso fratello di Luigi, Enrico, lo fece nominare vescovo di Silves in Algarve (1564)  Divenuto consigliere del giovane re del Portogallo Sebastiano I cercò inutilmente di distoglierlo dal progetto, destinato all'insuccesso, di combattere gli infedeli e rafforzare il dominio portoghese in Marocco. L'impresa si concluse infatti con una grave sconfitta e con la morte dello stesso re in battaglia. Osorio, che si era rifiutato di accompagnare Sebastiano, prudentemente si era ritirato presso la corte papale a Roma accolto con favore da Gregorio XIII.
Nel 1571 scrisse il De regis institutione et disciplina e la sua opera storica più importante dedicata a Enrico: De rebus Emmanuelis regis gestis dove risalta lo spirito cattolico intransigente di Osorio che vi narra nel libro VIII, come testimonianza di fede esemplare, il caso del portoghese Giovanni Machiado che uccise di sua mano i suoi due piccoli figli affinché non cadessero nelle mani dei musulmani e convertiti alla loro religione.
Risale all'ultimo periodo della sua vita il De vera sapientia, pubblicato nel 1578 due anni prima della sua morte avvenuta mentre si recava a sedare una rivolta scoppiata nella sua diocesi.

## Genealogia episcopale
La genealogia episcopale è:
- Vescovo Julião de Alva
- Vescovo Jerónimo Osório da Fonseca